# Bendis formularis
Bendis formularis är en fjärilsart som beskrevs av Charles Andreas Geyer 1837. Bendis formularis ingår i släktet Bendis och familjen nattflyn. Inga underarter finns listade i Catalogue of Life.